# Cratere Curtis
Curtis è un cratere lunare da impatto intitolato all'astronomo statunitense Heber D. Curtis, situato nella porzione orientale del Mare Crisium, a est del cratere Picard. Curtis ha la caratteristica forma a tazza di molti crateri lunari, e non presenta caratteristiche particolari.
Curtis era denominato Picard Z prima che la Unione astronomica internazionale lo ribattezzasse in tale modo.